# 敏達鎮區
敏達鎮區為緬甸欽邦敏達縣下轄的一個鎮區。2014年人口42,600人，區域面積3,259.4平方公里。敏達為該鎮區首府。
該鎮區坐落範圍在北緯21.19度至21.47度、東經93.23度至94.29度間。拿馬山（維多利亞山）海拔高度3,053公尺，為緬甸第三高峰。雖然拿馬山位在甘貝萊鎮區境內，但是該山可以在敏達鎮區內看見。

## 行政區劃
敏達為敏達鎮區最主要且為該鎮區唯一的城市；該城市坐落在敏達鎮區東南部。敏達鎮區下分46個村組、497個村莊。

## 外部連結
- "Mindat Google Satellite Map" （页面存档备份，存于） Maplandia World Gazetteer